# 绍穆马尔西利
绍穆马尔西利是法国谢尔省的一个市镇，属于布尔热区（Bourges）桑塞尔盖县（Sancergues）。该市镇总面积16.72平方公里，2009年时的人口为95人。

## 人口
绍穆马尔西利（Chaumoux-Marcilly）人口变化图示